# 오상조 (사진작가)
오상조는 대한민국의 사진 작가이다. 전북 장수 출생(1952)이다.

## 경력
- 중앙대학교 예술대학 사진학과 졸업(1977, 미술학사)[1]

- 전북대학교 경영대학원 경영학과 졸업(1982, 경영학 석사)[2]

- 중앙대학교 대학원 사진학과 졸업(1986, 미술학 석사)[3]

- 광주대학교 예술대학 사진학과 교수(1984-)[4]